# Волчье лето
«Волчье лето» (норв. Ulvesommer) — норвежский фильм 2003 года. Был снят под руководством компании Nordisk Film. Фильм удостоен ряда наград, в том числе и в Германии.

## Сюжет
Норвегия — красивейший край. Бескрайние леса, прозрачные озёра, крутые скалы, огромные горы. Эта история рассказывает о дружбе девочки Ким с волками.
Ким жадно любит скалолазание. Её приглашают в летний лагерь, где девочка сможет проявить свои экстремальные способности. Однако Ким не взяли. Оставшись дома одна без мамы, Ким отправляется в лес. В плохую погоду она случайно натыкается на заброшенную полуразваленную хижину, где проводит ночь. Проснувшись утром от звуков рычания, Ким чуть не оказывается добычей волчицы. Проходит время, и девочка перестаёт бояться. Она дружится с волчицей и её волчонком.
Ким проводит практически всё летнее время с волками. Они воспринимают её как свою. Проблема в том, что на волков в этих местах охотятся пастухи. Ким решает спасти волков и уводит их к шведско-норвежской границе, где охотники не должны их достать…

## В ролях
- Юлия Паулина Боракко Браатхен — Ким
- Йорген Лангхелле — Йон
- Лине Верндаль — Сесиль
- Самуэль Фрёлер — Маркус
- Никлас Джеймс Надсен — Мадс
- Ингар Хельге Гимле — Ингвалд
- Аксель Хенни — Пол
- Роберт Скйэрстад — Рейдар
- Фрэнк Роберт Андреассен — тренер
- Осне Сейерстад — телерепортер
- и другие

## Награды
- 2003: премия «Аманда» в номинации «Лучший фильм для детей и юношества»
- 2003: премия CineStar в номинации «Лучший фильм для детей» (Германия)
- 2003: Гран-при на международном детском кинофестивале в Хемнице